# 姜鏡
姜鏡（1555年—1618年），字永明，號翼隆、又号翼龍，浙江紹興府餘姚縣人，民籍，明朝政治人物。萬曆浙江鄉試解元，聯捷進士。死後追赠光祿寺卿。

## 生平
萬曆十年（1582年）壬午科浙江鄉試第一名舉人。萬曆十一年（1583年）聯捷癸未科三甲第一百零五名進士。工部觀政，本年授行人司行人，十六年候补礼部主事，十八年历官礼部主客司员外郎，十九年五月与礼科给事中孟养浩主考福建乡试。二十年升精膳司郎中，本年（1592年）十一月弹劾司礼监太监田义，并論及大学士赵志皋，被以造言诳惑，夺职为民。越十五年，朱常洛確立皇太子之位，推恩改冠帶閑住。又越十二年，卒于家。二年後光宗即位，追赠光禄寺卿。

## 家族
曾祖姜榮，曾任工部主事；祖父姜應期，贈按察司副使；父姜子羔，行太僕寺卿進階資治尹。前母吳氏（贈恭人）；母方氏（封恭人）。严侍下。兄姜鉞、姜鍾。子姜逢元（癸丑进士）、姜一洪（丙辰進士）。曾孫姜承𤐣〔火鼎〕，康熙辛未進士。

## 參看
- 明朝解元列表